# Vol Transair 810
Le 2 juillet 2021, un Boeing 737-200 effectuant le vol Transair 810, un vol cargo régulier entre l'aéroport international d'Honolulu, sur l'île d'Oahu, et l'aéroport de Kahului, située sur l'île voisine de Maui, a effectué un amerrissage forcé au large d'Oahu, à la suite de la mauvaise gestion d'une panne moteur survenue peu de temps après le décollage. Les deux pilotes, les seuls occupants de l'avion, ont été secourus environ une heure après le crash, grâce à une intervention coordonnée entre plusieurs agences.
La Federal Aviation Administration (FAA) et le Conseil national de la sécurité des transports (NTSB) ont immédiatement ouvert une enquête, qui a conclu que l'accident a été causé par une mauvaise gestion des ressources de l'équipage dans le poste de pilotage, ainsi qu'à une charge de travail élevée et au stress induit par cette situation d'urgence.

## Avion et équipage

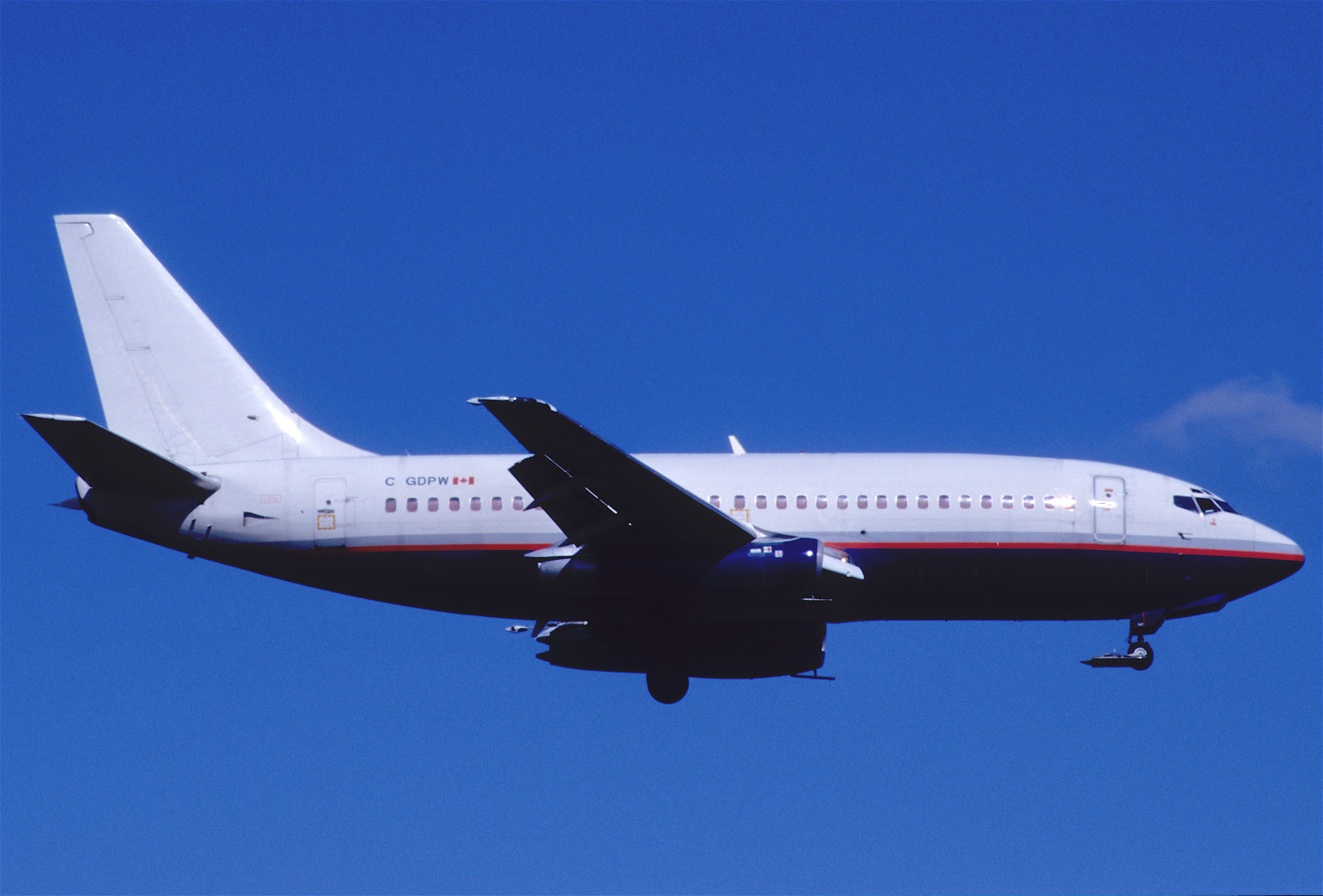
Le 737 impliqué dans l'accident, ici avec son ancienne immatriculation (C-GDPW), en août 1998, alors en service en tant qu'avion combi.

L'appareil impliqué est un Boeing 737-275C Adv de première génération, âgé de 45 ans et immatriculé N810TA (numéro de série 21116/427). Ce 737-200 a été livré, à l'origine pour Pacific Western Airlines le 10 octobre 1975, et immatriculé C-GDPW au Canada, en tant qu'avion combi (passagers - cargo combiné).
Il a finalement été retiré du service passagers et converti plus tard pour transporter uniquement du fret. En 1999, l'appareil a été réenregistrée auprès de la compagnie malaisienne Transmile Air Service (immatriculation 9M-PML), jusqu'à ce qu'elle soit réenregistrée par Transair (en) en 2014, avec comme nouvelle immatriculation N810TA. 
C'est l'un des cinq Boeing 737 opérant dans la flotte de Transair, via sa filiale Rhoades Aviation. Au moment de l'accident, il totalise 72 871 heures de vol et 69 446 cycles (décollage/atterrissage).
Le commandant de bord est Henry Okai, âgé de 58 ans. C'est un pilote expérimenté, avec environ 15 781 heures de vol, dont 871 sur le Boeing 737-200. Le copilote est Gregory Ryan, 50 ans. Il est également un pilote expérimenté, avec environ 5 272 heures de vol, dont 908 sur 737-200.

## Accident
À 1 h 33 HST, le vol 810 a entamé son décollage depuis l'aéroport international d'Honolulu (HNL), situé juste à l'ouest d'Honolulu, sur la côte sud d'Oahu.
Vers 1 h 42, après que le contrôle aérien (ATC) eut autorisé le vol 810 à monter à une altitude de 13 000 pieds (4 000 m), l'un des deux turboréacteurs, de type Pratt & Whitney JT8D, situé sur l'aile droite du 737, a commencé à perdre de la puissance, et le copilote, alors pilote en fonction (PF), a réduit la puissance des deux moteurs. Les données de vol accessibles au public montrent que l'avion n'a grimpé qu'à environ 2 100 pieds (640 m) au dessus du niveau de la mer.
Le contrôleur de la tour a proposé un retour immédiat pour l'atterrissage, mais l'équipage a plutôt demandé un délai supplémentaire pour exécuter une des listes de contrôle. Ils ont continué en direction du sud-ouest, en s'éloignant de l'aéroport. Les deux pilotes ont alors commencé à exécuter la liste de vérification de panne et d'arrêt du moteur, mais se sont davantage préoccupés de maintenir la vitesse, de parler à l'ATC et de déterminer où ils pourraient atterrir ; ils n'ont donc jamais atteint la section de la liste de vérification où le moteur défaillant devait être formellement identifié et arrêté. 
Le commandant de bord a alors pris les commandes à son copilote, mais a mal identifié le moteur défaillant, augmentant ainsi la puissance de ce dernier mais pas celle du moteur gauche qui fonctionnait correctement, car il n'a pas remarqué que la poussée de l'autre moteur en fonctionnement était réglé sur ralenti. Vers 1 h 46, les pilotes ont signalé que le deuxième moteur avait surchauffé et qu'ils ne pouvaient pas maintenir leur altitude.
Après avoir fait demi-tour vers Honolulu, l'avion a continué à perdre de l'altitude, de sorte que le contrôleur de la tour a émis une alerte de basse altitude et a demandé s'ils voulaient plutôt se rendre à l'aéroport de Kalaeloa (en), plus proche. Le copilote a alors répondu qu'ils aimeraient se poser sur la piste la plus proche.
Convaincus qu'aucun des deux moteurs ne fonctionnait correctement et incapable de maintenir l'altitude avec un moteur défaillant et l'autre au ralenti, les pilotes ont amerri dans les eaux de la baie de Māmala, à environ 3 km de l'aéroport de Kalaeloa, environ 11 minutes après le début du vol.
Les pilotes ont été secouru environ une heure après l'accident, dans le cadre d'une opération de sauvetage inter-agences coordonnée, impliquant plusieurs hélicoptères et bateaux. Le commandant a subi plusieurs blessures graves, tandis que le copilote n'a subi que des blessures mineures. 

Épave de l'avion

L'épave a été localisée la semaine suivante à des profondeurs allant jusqu'à 420 pieds (130 m), à 3 km au large d'Ewa Beach (en), et a ensuite été récupérée.

## Enquête

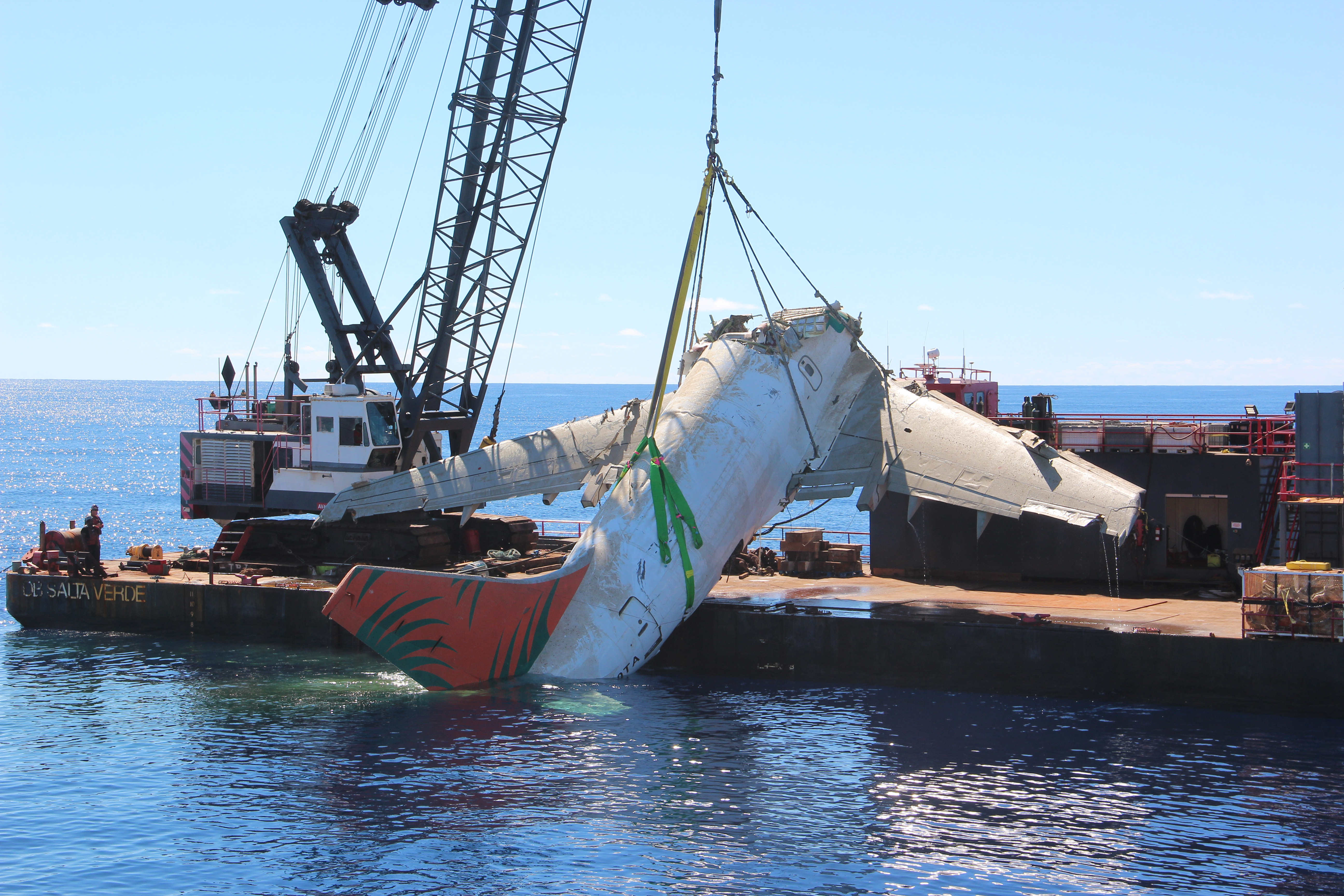
La section principale de l'avion, remontée à la surface 4 mois après le crash.

Le Conseil national de la sécurité des transports (NTSB) a publié son rapport final sur l'accident le 15 juin 2023. L'enquête a révélé que la panne du moteur a été attribuée à l'oxydation et à la corrosion de deux aubes de la turbine haute pression du moteur droit, provoquant des fractures de contrainte et la rupture ultérieure des aubes. La rupture a causé des dommages secondaires à la turbine basse pression, entraînant rapidement une perte de poussée. Les pilotes ont correctement identifié une perte de poussée du moteur n°2 (droit) au moment du décollage.
Le copilote a alors réduit la puissance des deux moteurs après s'être stabilisé à 2 000 pieds (609 m). Le commandant de bord était davantage préoccupé par la communication de l'urgence avec l'ATC, ce qui a retardé la réponse des pilotes à l'urgence de la situation. Le copilote a ensuite identifié à tort le moteur gauche comme "dysfonctionnel", peut-être en raison de son rapport de puissance moteur inférieur par rapport au moteur droit. Une charge de travail et un stress élevés ont également contribué à cette action du copilote. Le commandant de bord n'a pas vérifié les actions du copilote, en supposant qu'il avait une meilleure conscience de la situation, car il était distrait par les communications avec l'ATC et sa conviction que le copilote "ne fait jamais d'erreur". Les erreurs du commandant de bord ont également été attribuées à une charge de travail élevée et au stress induit par cette situation.
La distraction liée à la communication de l'urgence au contrôle aérien a retardé le début de la liste de vérifications à effectuer en cas de panne ou d'arrêt du moteur. Commencer la liste de vérifications plus tôt aurait pu amener le copilote à se souvenir de son identification initiale correcte concernant la défaillance du moteur droit. Le copilote n'a pas été en mesure de remplir la liste de vérifications en cas de panne moteur et le commandant de bord n'a pas veillé à ce qu'elle soit remplie, ce qui indique une gestion inefficace des ressources de l'équipage. L'équipage a continué à utiliser le moteur droit endommagé, laissant le moteur gauche intact sur une puissance proche du ralenti, ce qui a fait perdre de la vitesse à l'avion et l'a empêché de retourner à l'aéroport.

## Conséquences
Transair a volontairement retiré ses quatre 737 restants du service pour un examen interne. La compagnie a ensuite repris les vols de ses 737-200 opérationnel une semaine plus tard, mais a ensuite dû cesser d'utiliser les derniers 737, en raison de nombreuses lacunes au niveau de la maintenance des moteurs, déjà identifiées par la Federal Aviation Administration (FAA) avant l'accident du vol 810.

## Médias
L'accident a fait l'objet d'un épisode dans la série télévisée Air Crash nommé « Amerrissage forcé » (saison 25 - épisode 1).